# Ishii Shirō

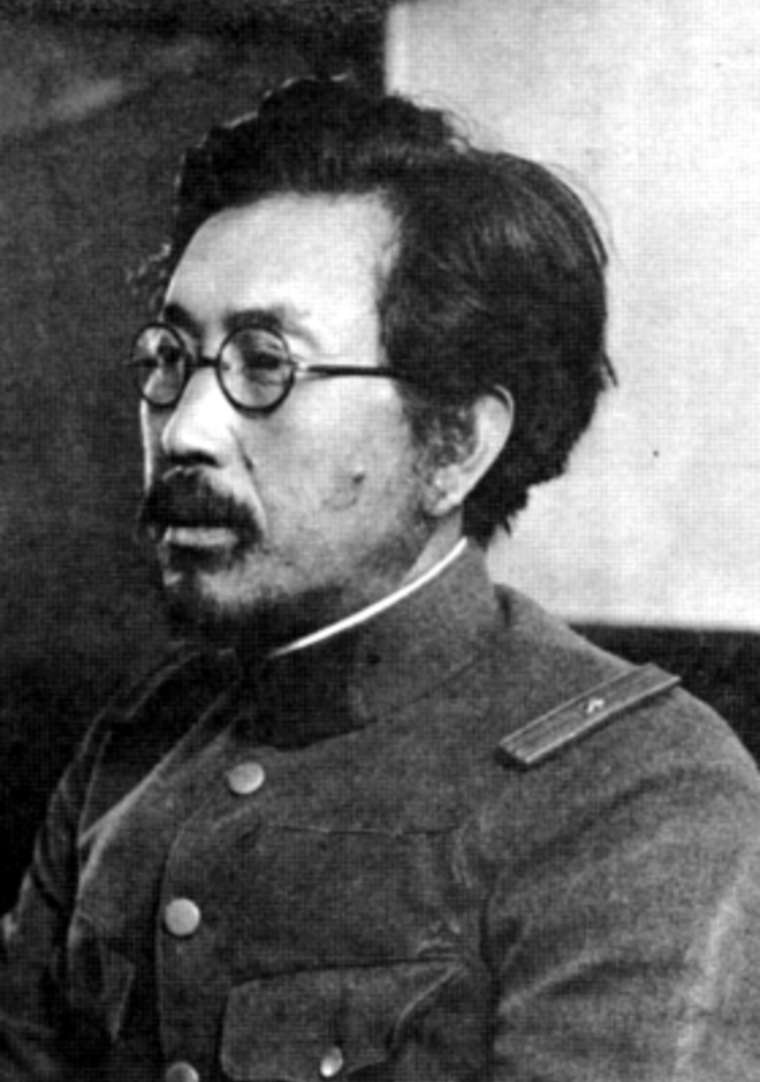
Ishii Shirō 1932 – Bild aus dem Bulletin der Einheit 731, Fotograf Masao Takezawa

Ishii Shirō (jap. 石井 四郎; * 25. Juni 1892 in Yotsukaidō, Präfektur Chiba; † 9. Oktober 1959 in Tokyo) war ein japanischer Kriegsverbrecher, Mikrobiologe und Generalleutnant in der berüchtigten Einheit 731 der Kaiserlich Japanischen Armee während des Chinesisch-Japanischen Krieges 1937 bis 1945. Er führte mehrere Experimente an Menschen durch und ist mutmaßlich für den Tod von schätzungsweise 300.000 Menschen verantwortlich. Gelegentlich wird er auch als der „japanische Josef Mengele“ bezeichnet.

## Biographie

### Frühe Jahre

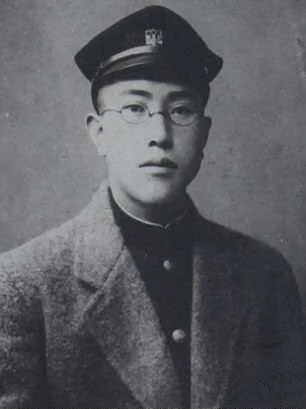
Ishii an der Kaiserlichen Universität in Kyoto 1920

Ishii entstammte einer wohlhabenden Familie aus Yotsukaidō und war das vierte Kind. Er wuchs in einer ländlichen Region auf, sein Vater war der größte Grundbesitzer der Gegend und ein Hersteller von Sake. Schon in der Grundschule wurde ihm hohe Intelligenz attestiert. Während er von Kommilitonen charakterlich kritisch gesehen wurde, glänzte er an der Kaiserlichen Universität Kyōto auf dem Gebiet der Medizin. 1920 schloss er sein Studium ab und heiratete im gleichen Jahr die Tochter des Universitätspräsidenten. 1921 war er Offizier der Kaiserlichen Japanischen Armee und Militärarzt, 1922 dem 1. Armeekrankenhaus und der Armeemedizinschule in Tōkyō zugeordnet. Dort beeindruckte seine Arbeit Vorgesetzte, die ihn zwei Jahre später zu postgradualen Studien an die Universität nach Kyōto schickten.
Ishii machte ab 1928 eine zweijährige Reise in den Westen, auf der er intensiv zu den Auswirkungen von biologischer Kriegführung und Chemiewaffen seit dem Ersten Weltkrieg forschte. Seine sehr erfolgreiche Mission sicherte ihm die Unterstützung des Armeeministers Sadao Araki.

### Menschenversuche in China

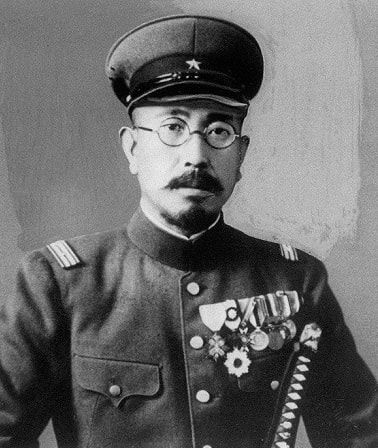
Ishii als ordensdekorierter Oberstleutnant (aufgenommen 1935–1938)

1932 begann er mit vorbereitenden Experimenten. 1936 wurde die Einheit 731 gebildet, eine als Wasseraufbereitungseinheit getarnte Einheit zur biologischen Kriegführung. Ishii ließ vor der Stadt Harbin in China eine riesige Einrichtung errichten – mehr als 150 Gebäude über 6 km2 verteilt.
Im Jahr 1942 begann er Feldversuche zur Anwendung kriegstauglicher Keime mit hierfür als Träger genutzte Waffen (Feuerwaffen, Bomben usw.). Dazu machte er Versuche an lebenden sowjetischen und chinesischen Kriegsgefangenen und Zivilisten. Etwa 3.000–10.000 Chinesen und einige hundert Sowjetbürger kamen dabei ums Leben, weitere rund 20.000 Zivilisten starben nach 1945, als pestinfizierte Ratten eine Epidemie auslösten. Experimentiert wurde unter anderem mit den Erregern von Pest, Cholera und Milzbrand.
Seine Einheit führte „im Namen der Wissenschaft“ auch physiologische Experimente durch, bei denen Menschen verletzt und getötet wurden. Dabei wurden Abtreibungen durchgeführt, Schlaganfälle künstlich erzeugt, Herzinfarkte herbeigeführt und lebende Menschen seziert. Das Hauptquartier sprengten japanische Truppen 1945 in den letzten Tagen des Pazifikkrieges. Ishii ließ die verbleibenden 150 Gefangenen umbringen, um die Experimente zu verschleiern.

### Nach dem Krieg
Im Jahre 1946 bereiteten die USA ein geheimes Abkommen mit Ishii und den Leitern der Einheit 731 vor, in dem sie im Gegenzug für aus den Menschenversuchen gewonnene Daten zur biologischen Kriegführung Immunität gegen Verfolgung als Kriegsverbrecher anboten. Dieses Abkommen auf Initiative des Generalmajors Charles Willoughby wurde zwei Jahre später abgeschlossen.
Es ist nicht exakt bekannt, was Ishii in den Jahren nach dem Krieg gemacht hat. Der amerikanische Dozent der Cambridge University Richard Drayton behauptete, dass Ishii als Berater für Biowaffen in Maryland fungierte, andere Quellen geben an, dass er in Japan eine Klinik eröffnete und Patienten kostenfrei behandelte. Ishii schrieb regelmäßig Tagebücher, in denen er jedoch niemals die Forschungen in China erwähnte.

### Tod
In seinen letzten Lebensjahren fiel es Ishii zunehmend schwer zu sprechen, schließlich wurde bei ihm Kehlkopfkrebs diagnostiziert, dem er trotz therapeutischer Behandlung erlag. Er starb am 9. Oktober 1959 im Alter von 67 Jahren in einem Krankenhaus in Shinjuku, Tokyo. Seine Beerdigung wurde von Generalleutnant Kitano Masaji organisiert und durchgeführt. Ishiis Tochter Harumi gab später an, dass Ishii kurz vor seinem Tod zum Christentum konvertiert sei. Es sind keine Aufzeichnungen oder Zitate bekannt, in denen Ishii Reue für seine Taten zeigt.